# Чайківщина
Ча́йківщина — село в Україні, у Оржицькій селищній громаді Лубенського району Полтавської області. Населення становить 846 осіб. До 2020 орган місцевого самоврядування — Староіржавецька сільська рада.

## Географія
Село Чайківщина знаходиться за 2 км від села Старий Іржавець.

## Історія
- 1696 — дата заснування.
- 12 червня 2020 року, відповідно до розпорядження Кабінету Міністрів України № 721-р «Про визначення адміністративних центрів та затвердження територій територіальних громад Полтавської області», село увійшло до складу Оржицької селищної громади[1].
- 19 липня 2020 року, в результаті адміністративно - територіальної реформи та ліквідації  Оржицького району, село увійшло до складу новоутвореного Полтавського району[2].

## Політика

### Парламентські вибори, 2019
На позачергових парламентських виборах 2019 року у селі функціонувала окрема виборча дільниця № 530681, розташована у приміщенні будинку культури.
Результати
- зареєстровано 517 виборців, явка 72,92%, найбільше голосів віддано за «Слугу народу» — 48,13%, за Всеукраїнське об'єднання «Батьківщина» — 16,58%, за Радикальну партію Олега Ляшка — 9,89%.[3] В одномандатному окрузі найбільше голосів отримав Костянтин Іщейкін (самовисування) — 21,24%, за Олексія Баганця (Всеукраїнське об'єднання «Батьківщина») — 19,09%, за Анастасію Ляшенко (Слуга народу) — 18,28%[4].

## Економіка
- Молочно-товарна та свино-товарна ферми.
- «Хлібороб», сільськогосподарське ПП.

## Об'єкти соціальної сфери
- Чайківщинська ЗОШ І-ІІ ступенів

## Пам'ятки
- Меморіальний комплекс[d]: Братська могила воїнів і жертв нацизму. Пам'ятний знак полеглим воїнам-односельчанам;
- Алея Слави;
- Обеліск солдатським вдовам і матерям;
- Могила жертв нацизму;